# Luria cinerea
Luria cinerea (nomeada, em inglês, Atlantic gray cowrie, Atlantic grey cowrie, ashen cowrie ou ashen cowry; em alemão, Graue Atlantik-Kauri; conhecida por búzio pelas religiões de matriz africana do Brasil) é uma espécie de molusco gastrópode marinho e carnívoro pertencente à família Cypraeidae da ordem Littorinimorpha. Foi classificada por Johann Friedrich Gmelin com a denominação Cypraea cinerea, em 1791, na obra Systema Naturae, de Lineu; sua localidade-tipo em Recife, Pernambuco. É nativa do oeste do oceano Atlântico, desde a Carolina do Norte, nos Estados Unidos, ao golfo do México e mar do Caribe até a região sudeste do Brasil. Está citado que, no nordeste brasileiro, esta espécie é encontrada no tubo digestivo do peixe Amphichthys cryptocentrus (Valenciennes, 1837).

## Descrição da concha e hábitos
Concha ovalada de coloração alaranjada ou castanho-acinzentada, de tonalidades suaves a escurecidas, apresentando marcações mosqueadas, mais escuras, ou frequentemente também com duas faixas mais claras; atingindo até pouco mais de 4.5 centímetros de comprimento quando desenvolvida, na média entre 2.5 e 3 centímetros, e com sua superfície fortemente polida. Abertura estreita e de coloração mais clara, com dentes em seu lábio externo e columela, fortes e curtos.

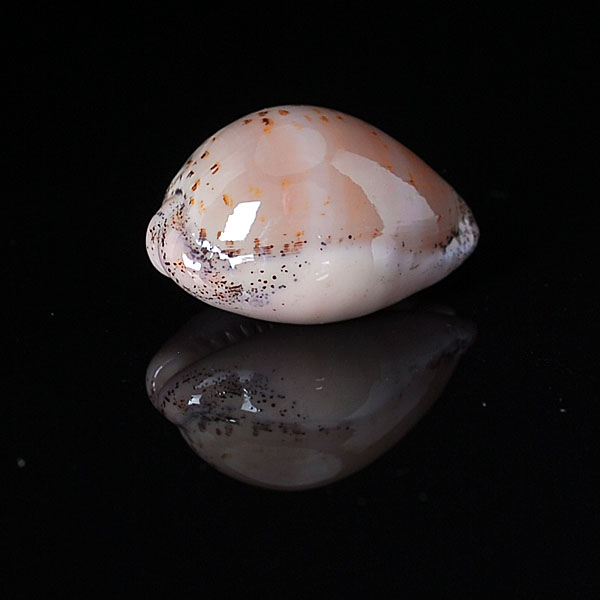
A concha de L. cinerea, subespécie cinerea (Gmelin, 1791).

É encontrada nas águas rasas da zona nerítica, em bentos arenosos ou rochosos e recifes coralinos entre 1 e 30 metros de profundidade.

## Distribuição geográfica
Esta espécie ocorre no Atlântico Ocidental; nas costas do leste e sudeste dos Estados Unidos, no golfo do México, ao mar do Caribe, incluindo as Grandes Antilhas, Pequenas Antilhas, nordeste da América do Sul, entre a Colômbia e Venezuela até região nordeste do Brasil, incluindo Fernando de Noronha, Atol das Rocas, Abrolhos e em direção ao sul do Brasil, em São Paulo.

## Utilização deLuria cinereapelo Homem
Conchas de Luria cinerea são usadas, nas religiões de matriz africana do Brasil, pelos médiuns, para identificar os orixás que norteiam cada pessoa (no jogo de búzios); por vezes recebendo a denominação buzo-macho e complementando, nesta prática, o buzo-fêmeaː Naria spurca (Linnaeus, 1758).

## Subespécies
Duas subespécies são registradas para esta espécie:
- Luria cinerea cinerea (Gmelin, 1791)
- Luria cinerea brasilensis Lorenz, 2002[6]

## Sinusigera cancellata
A protoconcha de Luria cinerea difere bastante do espécime adulto, com sua espiral bem exposta, sendo reticulada em sua superfície e recebendo, no passado, a denominação Sinusigera cancellata d'Orbigny, 1853.